# Interlands Canadees voetbalelftal 2010-2019
Deze pagina toont een chronologisch en gedetailleerd overzicht van de interlands die het Canadees voetbalelftal speelde in de periode 2010 – 2019.

## Interlands

### 2010
|                                                                 |                   |       |        |                                                                                            |
| 31 januari Vriendschappelijk № 314 «onderlinge duels» 18:00 uur | Jamaica           | 1 – 0 | Canada | Independence Park, Kingston Toeschouwers: 18.000 Scheidsrechter: Geoffrey Hospedales (T&T) |
| 31 januari Vriendschappelijk № 314 «onderlinge duels» 18:00 uur | Luton Shelton 67' |       |        | Independence Park, Kingston Toeschouwers: 18.000 Scheidsrechter: Geoffrey Hospedales (T&T) |

|                                                             |                                                                                          |       |        |                                                                                      |
| 24 mei Vriendschappelijk № 315 «onderlinge duels» 20:35 uur | Argentinië                                                                               | 5 – 0 | Canada | El Monumental, Buenos Aires Toeschouwers: 52.000 Scheidsrechter: Víctor Rivera (PER) |
| 24 mei Vriendschappelijk № 315 «onderlinge duels» 20:35 uur | Maxi Rodríguez 16' Maxi Rodríguez 32' Ángel Di María 37' Carlos Tévez 63' Kun Agüero 71' |       |        | El Monumental, Buenos Aires Toeschouwers: 52.000 Scheidsrechter: Víctor Rivera (PER) |

|                                                             |                   |       |                      |                                                                                        |
| 29 mei Vriendschappelijk № 316 «onderlinge duels» 19:30 uur | Venezuela         | 1 – 1 | Canada               | Estadio Metropolitano, Mérida Toeschouwers: 20.000 Scheidsrechter: José Buitrago (COL) |
| 29 mei Vriendschappelijk № 316 «onderlinge duels» 19:30 uur | Ángel Chourio 43' |       | 90+2' Gavin McCallum | Estadio Metropolitano, Mérida Toeschouwers: 20.000 Scheidsrechter: José Buitrago (COL) |

|                                                                  |        |                                       |      |                                                                               |
| 4 september Vriendschappelijk № 317 «onderlinge duels» 17:30 uur | Canada | 0 – 2                                 | Peru | BMO Field, Toronto Toeschouwers: 10.619 Scheidsrechter: Edvin Jurisevic (USA) |
| 4 september Vriendschappelijk № 317 «onderlinge duels» 17:30 uur |        | 68' José Fernández 72' Jean Tragodara |      | BMO Field, Toronto Toeschouwers: 10.619 Scheidsrechter: Edvin Jurisevic (USA) |

|                                                                  |                                    |       |                   |                                                                                |
| 7 september Vriendschappelijk № 318 «onderlinge duels» 20:30 uur | Canada                             | 2 – 1 | Honduras          | Saputo Stadion, Montreal Toeschouwers: 7.525 Scheidsrechter: Mark Geiger (USA) |
| 7 september Vriendschappelijk № 318 «onderlinge duels» 20:30 uur | Josh Simpson 29' Kevin McKenna 42' |       | 36' Erick Norales | Saputo Stadion, Montreal Toeschouwers: 7.525 Scheidsrechter: Mark Geiger (USA) |

|                                                                |                                             |       |                                         |                                                                                            |
| 8 oktober Vriendschappelijk № 319 «onderlinge duels» 19:00 uur | Oekraïne                                    | 2 – 2 | Canada                                  | Valeri Lobanovsky Stadion, Kiev Toeschouwers: 16.873 Scheidsrechter: Tomasz Mikulski (POL) |
| 8 oktober Vriendschappelijk № 319 «onderlinge duels» 19:00 uur | Artem Milevsky 59' Anatoli Tymosjtsjoek 80' |       | 12' Simeon Jackson 29' Atiba Hutchinson | Valeri Lobanovsky Stadion, Kiev Toeschouwers: 16.873 Scheidsrechter: Tomasz Mikulski (POL) |

### 2011
|                                                                 |                         |       |        |                                                                          |
| 9 februari Vriendschappelijk № 320 «onderlinge duels» 16:00 uur | Griekenland             | 1 – 0 | Canada | AEL Arena, Larissa Toeschouwers: 14.800 Scheidsrechter: Svein Moen (NOR) |
| 9 februari Vriendschappelijk № 320 «onderlinge duels» 16:00 uur | Ioannis Fetfatzidis 63' |       |        | AEL Arena, Larissa Toeschouwers: 14.800 Scheidsrechter: Svein Moen (NOR) |

|                                                               |             |                     |        |                                                                                           |
| 29 maart Vriendschappelijk № 321 «onderlinge duels» 17:00 uur | Wit-Rusland | 0 – 1               | Canada | Antalya Atatürk Stadion, Antalya Toeschouwers: 2.500 Scheidsrechter: Yunus Yildirim (TUR) |
| 29 maart Vriendschappelijk № 321 «onderlinge duels» 17:00 uur |             | 57' Andrew Hainault |        | Antalya Atatürk Stadion, Antalya Toeschouwers: 2.500 Scheidsrechter: Yunus Yildirim (TUR) |

|                                                             |                                         |       |                                         |                                                                             |
| 1 juni Vriendschappelijk № 322 «onderlinge duels» 19:00 uur | Canada                                  | 2 – 2 | Ecuador                                 | BMO Field, Toronto Toeschouwers: 14.356 Scheidsrechter: Raymond Bogle (JAM) |
| 1 juni Vriendschappelijk № 322 «onderlinge duels» 19:00 uur | Terry Dunfield 23' Tosaint Ricketts 90' |       | 62' Cristian Benítez 64' Michael Arroyo | BMO Field, Toronto Toeschouwers: 14.356 Scheidsrechter: Raymond Bogle (JAM) |

| CONCACAF Gold Cup |
| ----------------- |

|                                                           |                                     |       |        |                                                                             |
| 7 juni Groep C № 323 «onderlinge duels» 20:00 uur (UTC−4) | Verenigde Staten                    | 2 – 0 | Canada | Ford Field, Detroit Toeschouwers: 28.209 Scheidsrechter: Walter López (GUA) |
| 7 juni Groep C № 323 «onderlinge duels» 20:00 uur (UTC−4) | Jozy Altidore 15' Clint Dempsey 62' |       |        | Ford Field, Detroit Toeschouwers: 28.209 Scheidsrechter: Walter López (GUA) |

|                                                            |                              |       |            |                                                                                       |
| 11 juni Groep C № 324 «onderlinge duels» 18:00 uur (UTC−4) | Canada                       | 1 – 0 | Guadeloupe | Raymond James Stadium, Tampa Toeschouwers: 27.731 Scheidsrechter: Trevor Taylor (BRB) |
| 11 juni Groep C № 324 «onderlinge duels» 18:00 uur (UTC−4) | Dwayne De Rosario 51' (pen.) |       |            | Raymond James Stadium, Tampa Toeschouwers: 27.731 Scheidsrechter: Trevor Taylor (BRB) |

|                                                            |                              |       |                 |                                                                                        |
| 14 juni Groep C № 325 «onderlinge duels» 19:00 uur (UTC−5) | Canada                       | 1 – 1 | Panama          | KC Soccer Stadium, Kansas City Toeschouwers: 20.109 Scheidsrechter: Walter López (GUA) |
| 14 juni Groep C № 325 «onderlinge duels» 19:00 uur (UTC−5) | Dwayne De Rosario 62' (pen.) |       | 90' Luis Tejada | KC Soccer Stadium, Kansas City Toeschouwers: 20.109 Scheidsrechter: Walter López (GUA) |

|  |  |  |  |  |  |  |  |  |

|                                                                |                                                                         |       |                 |                                                                            |
| 2 september WK-kwalificatie № 326 «onderlinge duels» 19:00 uur | Canada                                                                  | 4 – 1 | Saint Lucia     | BMO Field, Toronto Toeschouwers: 11.500 Scheidsrechter: Jair Marrufo (USA) |
| 2 september WK-kwalificatie № 326 «onderlinge duels» 19:00 uur | Josh Simpson 6' Dwayne De Rosario 50' Josh Simpson 61' Will Johnson 90' |       | 7' Tremain Paul | BMO Field, Toronto Toeschouwers: 11.500 Scheidsrechter: Jair Marrufo (USA) |

|                                                                |             |                                                       |        |                                                                                                  |
| 6 september WK-kwalificatie № 327 «onderlinge duels» 20:00 uur | Puerto Rico | 0 – 3                                                 | Canada | Juan Ramón Loubriel Stadion, Bayamón Toeschouwers: 4.000 Scheidsrechter: Enrico Wijngaarde (SUR) |
| 6 september WK-kwalificatie № 327 «onderlinge duels» 20:00 uur |             | 42' Iain Hume 84' Simeon Jackson 90' Tosaint Ricketts |        | Juan Ramón Loubriel Stadion, Bayamón Toeschouwers: 4.000 Scheidsrechter: Enrico Wijngaarde (SUR) |

|                                                              |             | |        |                                                                                        |
| 7 oktober WK-kwalificatie № 328 «onderlinge duels» 17:00 uur | Saint Lucia | 0 – 7 | Canada | Beausejour Stadion, Gros Islet Toeschouwers: 1.005 Scheidsrechter: Rolando Vidal (PAN) |
| 7 oktober WK-kwalificatie № 328 «onderlinge duels» 17:00 uur |             | 18' Simeon Jackson 28' Simeon Jackson 34' Olivier Occéan 42' Simeon Jackson 51' Olivier Occéan 72' Iain Hume 86' Iain Hume |        | Beausejour Stadion, Gros Islet Toeschouwers: 1.005 Scheidsrechter: Rolando Vidal (PAN) |

|                                                               |        |       |             |                                                                                 |
| 11 oktober WK-kwalificatie № 329 «onderlinge duels» 19:00 uur | Canada | 0 – 0 | Puerto Rico | BMO Field, Toronto Toeschouwers: 12.178 Scheidsrechter: Stanley Lancaster (GUY) |
| 11 oktober WK-kwalificatie № 329 «onderlinge duels» 19:00 uur |        |       |             | BMO Field, Toronto Toeschouwers: 12.178 Scheidsrechter: Stanley Lancaster (GUY) |

|                                                                |                      |       |        |                                                                                 |
| 11 november WK-kwalificatie № 330 «onderlinge duels» 19:00 uur | Saint Kitts en Nevis | 0 – 0 | Canada | Warner Park, Basseterre Toeschouwers: 4.000 Scheidsrechter: Elmer Bonilla (ESA) |
| 11 november WK-kwalificatie № 330 «onderlinge duels» 19:00 uur |                      |       |        | Warner Park, Basseterre Toeschouwers: 4.000 Scheidsrechter: Elmer Bonilla (ESA) |

|                                                                |                                                                                       |       |                      |                                                                              |
| 15 november WK-kwalificatie № 331 «onderlinge duels» 19:00 uur | Canada                                                                                | 4 – 0 | Saint Kitts en Nevis | BMO Field, Toronto Toeschouwers: 10.235 Scheidsrechter: Ricardo Cerdas (CRC) |
| 15 november WK-kwalificatie № 331 «onderlinge duels» 19:00 uur | Olivier Occéan 28' Dwayne De Rosario 36' (pen.) Josh Simpson 61' Tosaint Ricketts 88' |       |                      | BMO Field, Toronto Toeschouwers: 10.235 Scheidsrechter: Ricardo Cerdas (CRC) |

### 2012
|                                                                  |                                                               |       |                  |                                                                                   |
| 28 februari Vriendschappelijk № 332 «onderlinge duels» 18:00 uur | Armenië                                                       | 3 – 1 | Canada           | Tsirion Stadion, Limassol Toeschouwers: 2.000 Scheidsrechter: Marios Panayi (CYP) |
| 28 februari Vriendschappelijk № 332 «onderlinge duels» 18:00 uur | Marcos Pizelli 22' Marcos Pizelli 66' Aras Özbiliz 90' (pen.) |       | 4' Kevin McKenna | Tsirion Stadion, Limassol Toeschouwers: 2.000 Scheidsrechter: Marios Panayi (CYP) |

|                                                             |        |       |                  |                                                                                |
| 3 juni Vriendschappelijk № 333 «onderlinge duels» 20:00 uur | Canada | 0 – 0 | Verenigde Staten | BMO Field, Toronto Toeschouwers: 15.247 Scheidsrechter: Mauricio Morales (MEX) |
| 3 juni Vriendschappelijk № 333 «onderlinge duels» 20:00 uur |        |       |                  | BMO Field, Toronto Toeschouwers: 15.247 Scheidsrechter: Mauricio Morales (MEX) |

|                                                           |      |                    |        |                                                                                           |
| 7 juni WK-kwalificatie № 334 «onderlinge duels» 16:00 uur | Cuba | 0 – 1              | Canada | Estadio Pedro Marrero, Havana Toeschouwers: 8.000 Scheidsrechter: Courtney Campbell (JAM) |
| 7 juni WK-kwalificatie № 334 «onderlinge duels» 16:00 uur |      | 54' Olivier Occéan |        | Estadio Pedro Marrero, Havana Toeschouwers: 8.000 Scheidsrechter: Courtney Campbell (JAM) |

|                                                            |        |       |          |                                                                                 |
| 12 juni WK-kwalificatie № 335 «onderlinge duels» 19:45 uur | Canada | 0 – 0 | Honduras | BMO Field, Toronto Toeschouwers: 16.132 Scheidsrechter: Enrico Wijngaarde (SUR) |
| 12 juni WK-kwalificatie № 335 «onderlinge duels» 19:45 uur |        |       |          | BMO Field, Toronto Toeschouwers: 16.132 Scheidsrechter: Enrico Wijngaarde (SUR) |

|                                                                  |                                              |       |                    |                                                                                                |
| 15 augustus Vriendschappelijk № 336 «onderlinge duels» 20:00 uur | Canada                                       | 2 – 0 | Trinidad en Tobago | Central Broward Regional Park, Lauderhill Toeschouwers: 200 Scheidsrechter: Jair Marrufo (USA) |
| 15 augustus Vriendschappelijk № 336 «onderlinge duels» 20:00 uur | Tosaint Ricketts 58' Will Johnson 86' (pen.) |       |                    | Central Broward Regional Park, Lauderhill Toeschouwers: 200 Scheidsrechter: Jair Marrufo (USA) |

|                                                                |                       |       |        |                                                                             |
| 7 september WK-kwalificatie № 337 «onderlinge duels» 19:45 uur | Canada                | 1 – 0 | Panama | BMO Field, Toronto Toeschouwers: 17.586 Scheidsrechter: Jeffrey Solis (CRC) |
| 7 september WK-kwalificatie № 337 «onderlinge duels» 19:45 uur | Dwayne De Rosario 77' |       |        | BMO Field, Toronto Toeschouwers: 17.586 Scheidsrechter: Jeffrey Solis (CRC) |

|                                                                 |                                      |       |        |                                                                                                |
| 11 september WK-kwalificatie № 338 «onderlinge duels» 20:05 uur | Panama                               | 2 – 0 | Canada | Estadio Rommel Fernández, Panama-Stad Toeschouwers: 20.000 Scheidsrechter: Elmer Bonilla (ESA) |
| 11 september WK-kwalificatie № 338 «onderlinge duels» 20:05 uur | Rolando Blackburn 24' Blas Pérez 58' |       |        | Estadio Rommel Fernández, Panama-Stad Toeschouwers: 20.000 Scheidsrechter: Elmer Bonilla (ESA) |

|                                                               |                                                       |       |      |                                                                             |
| 11 oktober WK-kwalificatie № 339 «onderlinge duels» 19:45 uur | Canada                                                | 3 – 0 | Cuba | BMO Field, Toronto Toeschouwers: 17.712 Scheidsrechter: Javier Santos (PUR) |
| 11 oktober WK-kwalificatie № 339 «onderlinge duels» 19:45 uur | Tosaint Ricketts 14' Will Johnson 73' David Edgar 79' |       |      | BMO Field, Toronto Toeschouwers: 17.712 Scheidsrechter: Javier Santos (PUR) |

|                                                               | |       |               |                                                                                              |
| 16 oktober WK-kwalificatie № 340 «onderlinge duels» 16:00 uur | Honduras | 8 – 1 | Canada        | Estadio Olimpico, San Pedro Sula Toeschouwers: 38.000 Scheidsrechter: Mauricio Morales (MEX) |
| 16 oktober WK-kwalificatie № 340 «onderlinge duels» 16:00 uur | Jerry Bengtson 7' Jerry Bengtson 16' Carlos Costly 28' Mario Martínez 32' Carlos Costly 48' Mario Martínez 59' Jerry Bengtson 82' Carlos Costly 88' |       | 76' Iain Hume | Estadio Olimpico, San Pedro Sula Toeschouwers: 38.000 Scheidsrechter: Mauricio Morales (MEX) |

### 2013
|                                                                 |        |                                                                                       |            |                                                                                              |
| 26 januari Vriendschappelijk № 341 «onderlinge duels» 13:00 uur | Canada | 0 – 4                                                                                 | Denemarken | Kino Veterans Memorial Stadium, Tucson Toeschouwers: 2.000 Scheidsrechter: Juan Guzmán (USA) |
| 26 januari Vriendschappelijk № 341 «onderlinge duels» 13:00 uur |        | 8' Andreas Cornelius 11' Kasper Lorentzen 35' Andreas Cornelius 66' Andreas Cornelius |            | Kino Veterans Memorial Stadium, Tucson Toeschouwers: 2.000 Scheidsrechter: Juan Guzmán (USA) |

|                                                                 |                  |       |        |                                                                                      |
| 29 januari Vriendschappelijk № 341 «onderlinge duels» 19:00 uur | Verenigde Staten | 0 – 0 | Canada | BBVA Compass Stadium, Houston Toeschouwers: 11.737 Scheidsrechter: Raúl Castro (HON) |
| 29 januari Vriendschappelijk № 341 «onderlinge duels» 19:00 uur |                  |       |        | BBVA Compass Stadium, Houston Toeschouwers: 11.737 Scheidsrechter: Raúl Castro (HON) |

|                                                     |                                     |       |                  |                                                                                                |
| 22 maart Vriendschappelijk № 342 «onderlinge duels» | Japan                               | 2 – 1 | Canada           | Khalifa International Stadium, Doha Toeschouwers: 1.500 Scheidsrechter: Khamis Al-Kuwari (QAT) |
| 22 maart Vriendschappelijk № 342 «onderlinge duels» | Shinji Okazaki 9' Mike Havenaar 74' |       | 59' Marcus Haber | Khalifa International Stadium, Doha Toeschouwers: 1.500 Scheidsrechter: Khamis Al-Kuwari (QAT) |

|                                                               |        |                                                 |             | |
| 25 maart Vriendschappelijk № 343 «onderlinge duels» 19:00 uur | Canada | 0 – 2                                           | Wit-Rusland | Aspire Academy for Sports Excellence, Doha Toeschouwers: 100 Scheidsrechter: Abdullah Balideh (QAT) |
| 25 maart Vriendschappelijk № 343 «onderlinge duels» 19:00 uur |        | 29' Vital Radyyonaw 87' Uladzimir Khvashchynski |             | Aspire Academy for Sports Excellence, Doha Toeschouwers: 100 Scheidsrechter: Abdullah Balideh (QAT) |

|                                                             |        |                          |            |                                                                                      |
| 28 mei Vriendschappelijk № 344 «onderlinge duels» 20:00 uur | Canada | 0 – 1                    | Costa Rica | Commonwealth Stadium, Edmonton Toeschouwers: 8.102 Scheidsrechter: Chris Penso (USA) |
| 28 mei Vriendschappelijk № 344 «onderlinge duels» 20:00 uur |        | 17' (pen.) Jairo Arrieta |            | Commonwealth Stadium, Edmonton Toeschouwers: 8.102 Scheidsrechter: Chris Penso (USA) |

| CONCACAF Gold Cup |
| ----------------- |

|                                                           |        |         |                        |                                                                            |
| 7 juli Groep A № 345 «onderlinge duels» 17:30 uur (UTC−4) | Canada | 0 – 1   | Martinique             | Rose Bowl, Pasadena Toeschouwers: 56.822 Scheidsrechter: Marcos Brea (CUB) |
| 7 juli Groep A № 345 «onderlinge duels» 17:30 uur (UTC−4) |        | Verslag | 90+3' Fabrice Reuperné | Rose Bowl, Pasadena Toeschouwers: 56.822 Scheidsrechter: Marcos Brea (CUB) |

|                                                            |                                          |         |        |                                                                                    |
| 11 juli Groep A № 346 «onderlinge duels» 23:00 uur (UTC−4) | Mexico                                   | 2 – 0   | Canada | CenturyLink Field, Seattle Toeschouwers: 28.354 Scheidsrechter: Joel Aguilar (ESA) |
| 11 juli Groep A № 346 «onderlinge duels» 23:00 uur (UTC−4) | Raúl Jiménez 42' Marco Fabián 57' (pen.) | Verslag |        | CenturyLink Field, Seattle Toeschouwers: 28.354 Scheidsrechter: Joel Aguilar (ESA) |

|                                                            |        |       |        |                                                                                 |
| 14 juli Groep A № 347 «onderlinge duels» 20:30 uur (UTC−4) | Panama | 0 – 0 | Canada | Invesco Field, Denver Toeschouwers: 30.000 Scheidsrechter: Walter Quesada (CRC) |
| 14 juli Groep A № 347 «onderlinge duels» 20:30 uur (UTC−4) |        |       |        | Invesco Field, Denver Toeschouwers: 30.000 Scheidsrechter: Walter Quesada (CRC) |

|  |  |  |  |  |  |  |  |  |

|                                                                  |        |       |            |                                                                                    |
| 8 september Vriendschappelijk № 348 «onderlinge duels» 16:30 uur | Canada | 0 – 0 | Mauritanië | Oliva Nova Complex, Oliva Toeschouwers: 300 Scheidsrechter: Carlos del Cerro (ESP) |
| 8 september Vriendschappelijk № 348 «onderlinge duels» 16:30 uur |        |       |            | Oliva Nova Complex, Oliva Toeschouwers: 300 Scheidsrechter: Carlos del Cerro (ESP) |

|                                                                   |        |              |            |                                                                                 |
| 10 september Vriendschappelijk № 349 «onderlinge duels» 16:30 uur | Canada | 0 – 1        | Mauritanië | Oliva Nova Complex, Oliva Toeschouwers: 200 Scheidsrechter: Antonio Mateu (ESP) |
| 10 september Vriendschappelijk № 349 «onderlinge duels» 16:30 uur |        | 53' Adama Ba |            | Oliva Nova Complex, Oliva Toeschouwers: 200 Scheidsrechter: Antonio Mateu (ESP) |

|                                                                 |        |                                                       |           |                                                                            |
| 15 oktober Vriendschappelijk № 350 «onderlinge duels» 20:00 uur | Canada | 0 – 3                                                 | Australië | Craven Cottage, Londen Toeschouwers: 3.741 Scheidsrechter: Mike Dean (ENG) |
| 15 oktober Vriendschappelijk № 350 «onderlinge duels» 20:00 uur |        | 1' Joshua Kennedy 52' Dario Vidošić 79' Mathew Leckie |           | Craven Cottage, Londen Toeschouwers: 3.741 Scheidsrechter: Mike Dean (ENG) |

|                                                                  |                                     |       |        |                                                                                      |
| 15 november Vriendschappelijk № 351 «onderlinge duels» 17:00 uur | Tsjechië                            | 2 – 0 | Canada | Andrův stadion, Olomouc Toeschouwers: 9.749 Scheidsrechter: Bryn Markham-Jones (WAL) |
| 15 november Vriendschappelijk № 351 «onderlinge duels» 17:00 uur | Ondřej Čelůstka 3' Tomáš Hořava 82' |       |        | Andrův stadion, Olomouc Toeschouwers: 9.749 Scheidsrechter: Bryn Markham-Jones (WAL) |

|                                                                  |                  |       |        |                                                                             |
| 19 november Vriendschappelijk № 352 «onderlinge duels» 20:00 uur | Slovenië         | 1 – 0 | Canada | Arena Petrol, Celje Toeschouwers: 2.500 Scheidsrechter: Hüseyin Göçek (TUR) |
| 19 november Vriendschappelijk № 352 «onderlinge duels» 20:00 uur | Valter Birsa 52' |       |        | Arena Petrol, Celje Toeschouwers: 2.500 Scheidsrechter: Hüseyin Göçek (TUR) |

### 2014
|                                                   |                             |       |                      |                                                                                 |
| 23 mei Vriendschappelijk № 353 «onderlinge duels» | Canada                      | 1 – 1 | Bulgarije            | Sonnenseestadion, Ritzing Toeschouwers: 50 Scheidsrechter: Harald Lechner (AUT) |
| 23 mei Vriendschappelijk № 353 «onderlinge duels» | Atiba Hutchinson 27' (pen.) |       | 19' Andrej Galabinov | Sonnenseestadion, Ritzing Toeschouwers: 50 Scheidsrechter: Harald Lechner (AUT) |

|                                                   |                    |       |                     |                                                                                         |
| 27 mei Vriendschappelijk № 354 «onderlinge duels» | Moldavië           | 1 – 1 | Canada              | Sportplatz SV Union, Amstetten Toeschouwers: 1.000 Scheidsrechter: Oliver Drachta (AUT) |
| 27 mei Vriendschappelijk № 354 «onderlinge duels» | Eugen Sidorenco 7' |       | 8' Tosaint Ricketts | Sportplatz SV Union, Amstetten Toeschouwers: 1.000 Scheidsrechter: Oliver Drachta (AUT) |

|                                                        |                                                         |       |                    |                                                                           |
| 9 september Vriendschappelijk № 355 «onderlinge duels» | Canada                                                  | 3 – 1 | Jamaica            | BMO Field, Toronto Toeschouwers: 12.162 Scheidsrechter: Juan Guzman (USA) |
| 9 september Vriendschappelijk № 355 «onderlinge duels» | David Edgar 34' Marcel de Jong 68' Tosaint Ricketts 73' |       | 31' Kemar Lawrence | BMO Field, Toronto Toeschouwers: 12.162 Scheidsrechter: Juan Guzman (USA) |

|                                                                 |        |                     |          |                                                                                 |
| 14 oktober Vriendschappelijk № 356 «onderlinge duels» 20:15 uur | Canada | 0 – 1               | Colombia | Red Bull Arena, Harrison Toeschouwers: 25.189 Scheidsrechter: Juan Guzman (USA) |
| 14 oktober Vriendschappelijk № 356 «onderlinge duels» 20:15 uur |        | 75' James Rodríguez |          | Red Bull Arena, Harrison Toeschouwers: 25.189 Scheidsrechter: Juan Guzman (USA) |

|                                                        |        |       |        |                                                                                             |
| 18 november Vriendschappelijk № 357 «onderlinge duels» | Panama | 0 – 0 | Canada | Estadio Rommel Fernández, Panama-Stad Toeschouwers: 3.500 Scheidsrechter: Chris Penso (USA) |
| 18 november Vriendschappelijk № 357 «onderlinge duels» |        |       |        | Estadio Rommel Fernández, Panama-Stad Toeschouwers: 3.500 Scheidsrechter: Chris Penso (USA) |

### 2015
|                                                       |                       |       |                                                    |                                                                                               |
| 16 januari Vriendschappelijk № 358 «onderlinge duels» | Canada                | 1 – 2 | IJsland                                            | UCF Soccer and Track Stadium, Orlando Toeschouwers: 100 Scheidsrechter: Edvin Jurisevic (USA) |
| 16 januari Vriendschappelijk № 358 «onderlinge duels» | Dwayne De Rosario 70' |       | 6' Kristinn Steindorsson 42' Matthías Vilhjálmsson | UCF Soccer and Track Stadium, Orlando Toeschouwers: 100 Scheidsrechter: Edvin Jurisevic (USA) |

|                                                                 |                       |       |                          |                                                                                            |
| 19 januari Vriendschappelijk № 359 «onderlinge duels» 22:00 uur | Canada                | 1 – 1 | IJsland                  | UCF Soccer and Track Stadium, Orlando Toeschouwers: 200 Scheidsrechter: Jair Marrufo (USA) |
| 19 januari Vriendschappelijk № 359 «onderlinge duels» 22:00 uur | Dwayne De Rosario 30' |       | 65' Hólmbert Fridjonsson | UCF Soccer and Track Stadium, Orlando Toeschouwers: 200 Scheidsrechter: Jair Marrufo (USA) |

|                                                               |                  |       |           |                                                                                             |
| 27 maart Vriendschappelijk № 360 «onderlinge duels» 20:30 uur | Canada           | 1 – 0 | Guatemala | Lockhart Stadium, Fort Lauderdale Toeschouwers: geen Scheidsrechter: Héctor Rodríguez (HON) |
| 27 maart Vriendschappelijk № 360 «onderlinge duels» 20:30 uur | Marcus Haber 10' |       |           | Lockhart Stadium, Fort Lauderdale Toeschouwers: geen Scheidsrechter: Héctor Rodríguez (HON) |

|                                                               |             |                                                            |        |                                                                                            |
| 30 maart Vriendschappelijk № 361 «onderlinge duels» 19:30 uur | Puerto Rico | 0 – 3                                                      | Canada | Bayamón FC Soccer Complex, Bayamón Toeschouwers: 4.000 Scheidsrechter: Sandy Vásquez (DOM) |
| 30 maart Vriendschappelijk № 361 «onderlinge duels» 19:30 uur |             | 42' Tosaint Ricketts 60' Randy Edwini-Bonsu 77' Cyle Larin |        | Bayamón FC Soccer Complex, Bayamón Toeschouwers: 4.000 Scheidsrechter: Sandy Vásquez (DOM) |

|                                                                              |          |                                          |        |                                                                              |
| 11 juni Kwalificatie WK 2018 Tweede ronde № 362 «onderlinge duels» 19:00 uur | Dominica | 0 – 2                                    | Canada | Windsor Park, Roseau Toeschouwers: 5.084 Scheidsrechter: Jeffrey Solis (CRC) |
| 11 juni Kwalificatie WK 2018 Tweede ronde № 362 «onderlinge duels» 19:00 uur |          | 5' Cyle Larin 63' (pen.) Russell Teibert |        | Windsor Park, Roseau Toeschouwers: 5.084 Scheidsrechter: Jeffrey Solis (CRC) |

|                                                                              |                                                                            |       |          |                                                                              |
| 16 juni Kwalificatie WK 2018 Tweede ronde № 363 «onderlinge duels» 19:37 uur | Canada                                                                     | 4 – 0 | Dominica | Windsor Park, Roseau Toeschouwers: 9.749 Scheidsrechter: Gianni Ascani (TCA) |
| 16 juni Kwalificatie WK 2018 Tweede ronde № 363 «onderlinge duels» 19:37 uur | Tesho Akindele 4' Cyle Larin 41' Tosaint Ricketts 52' Tosaint Ricketts 77' |       |          | Windsor Park, Roseau Toeschouwers: 9.749 Scheidsrechter: Gianni Ascani (TCA) |

| CONCACAF Gold Cup |
| ----------------- |

|                                                                      |                      |       |        |                                                                                         |
| 11 juli CONCACAF Gold Cup Groep B № 365 «onderlinge duels» 18:30 uur | Jamaica              | 1 – 0 | Canada | BBVA Compass Stadium, Houston Toeschouwers: 22.017 Scheidsrechter: Yadel Martínez (CUB) |
| 11 juli CONCACAF Gold Cup Groep B № 365 «onderlinge duels» 18:30 uur | Rodolph Austin 90+2' |       |        | BBVA Compass Stadium, Houston Toeschouwers: 22.017 Scheidsrechter: Yadel Martínez (CUB) |

|                                                                      |        |       |            |                                                                                |
| 14 juli CONCACAF Gold Cup Groep B № 366 «onderlinge duels» 20:30 uur | Canada | 0 – 0 | Costa Rica | BMO Field, Toronto Toeschouwers: 16.674 Scheidsrechter: Héctor Rodríguez (HON) |
| 14 juli CONCACAF Gold Cup Groep B № 366 «onderlinge duels» 20:30 uur |        |       |            | BMO Field, Toronto Toeschouwers: 16.674 Scheidsrechter: Héctor Rodríguez (HON) |

|  |  |  |  |  |  |  |  |  |

|                                                                                 |                                                                |       |        |                                                                          |
| 4 september Kwalificatie WK 2018 Derde ronde № 367 «onderlinge duels» 19:37 uur | Canada                                                         | 3 – 0 | Belize | BMO Field, Toronto Toeschouwers: 10.412 Scheidsrechter: John Pitti (PAN) |
| 4 september Kwalificatie WK 2018 Derde ronde № 367 «onderlinge duels» 19:37 uur | Tosaint Ricketts 25' Tosaint Ricketts 65' Atiba Hutchinson 90' |       |        | BMO Field, Toronto Toeschouwers: 10.412 Scheidsrechter: John Pitti (PAN) |

|                                                                                 |                   |       |                  |                                                                             |
| 8 september Kwalificatie WK 2018 Derde ronde № 368 «onderlinge duels» 19:00 uur | Belize            | 1 – 1 | Canada           | FFB Field, Belmopan Toeschouwers: 2.590 Scheidsrechter: Javier Santos (PUR) |
| 8 september Kwalificatie WK 2018 Derde ronde № 368 «onderlinge duels» 19:00 uur | Deon McCauley 26' |       | 45' Will Johnson | FFB Field, Belmopan Toeschouwers: 2.590 Scheidsrechter: Javier Santos (PUR) |

|                                                                 |                    |       |                   |                                                                                     |
| 13 oktober Vriendschappelijk № 369 «onderlinge duels» 18:30 uur | Canada             | 1 – 1 | Ghana             | RFK Memorial, Washington D.C. Toeschouwers: 2.300 Scheidsrechter: Chris Penso (USA) |
| 13 oktober Vriendschappelijk № 369 «onderlinge duels» 18:30 uur | Marcel de Jong 29' |       | 44' Albert Adomah | RFK Memorial, Washington D.C. Toeschouwers: 2.300 Scheidsrechter: Chris Penso (USA) |

|                                                                                  |                |       |          |                                                                                       |
| 13 november Kwalificatie WK 2018 Vierde ronde № 370 «onderlinge duels» 19:00 uur | Canada         | 1 – 0 | Honduras | BC Place Stadium, Vancouver Toeschouwers: 20.108 Scheidsrechter: Kevin Morrison (JAM) |
| 13 november Kwalificatie WK 2018 Vierde ronde № 370 «onderlinge duels» 19:00 uur | Cyle Larin 38' |       |          | BC Place Stadium, Vancouver Toeschouwers: 20.108 Scheidsrechter: Kevin Morrison (JAM) |

|                                                                                  |             |       |        |                                                                                       |
| 17 november Kwalificatie WK 2018 Vierde ronde № 371 «onderlinge duels» 19:30 uur | El Salvador | 0 – 0 | Canada | Estadio Cuscatlán, San Salvador Toeschouwers: 5.316 Scheidsrechter: Mark Geiger (USA) |
| 17 november Kwalificatie WK 2018 Vierde ronde № 371 «onderlinge duels» 19:30 uur |             |       |        | Estadio Cuscatlán, San Salvador Toeschouwers: 5.316 Scheidsrechter: Mark Geiger (USA) |

### 2016
|                                                                  |        |                                                                 |        |                                                                                     |
| 25 maart Kwalificatie WK 2018 № 373 «onderlinge duels» 19:00 uur | Canada | 0 – 3                                                           | Mexico | BC Place Stadium, Vancouver Toeschouwers: 54.798 Scheidsrechter: Kimbell Ward (SKN) |
| 25 maart Kwalificatie WK 2018 № 373 «onderlinge duels» 19:00 uur |        | 32' Javier Hernández 40' Hirving Lozano 72' Jesús Manuel Corona |        | BC Place Stadium, Vancouver Toeschouwers: 54.798 Scheidsrechter: Kimbell Ward (SKN) |

|                                                                  |                                                      |       |        |                                                                                       |
| 29 maart Kwalificatie WK 2018 № 374 «onderlinge duels» 19:00 uur | Mexico                                               | 2 – 0 | Canada | Aztekenstadion, Mexico-Stad Toeschouwers: 70.852 Scheidsrechter: Yadel Martínez (CUB) |
| 29 maart Kwalificatie WK 2018 № 374 «onderlinge duels» 19:00 uur | Andrés Guardado 17' (pen.) Jesús Manuel Corona 45+3' |       |        | Aztekenstadion, Mexico-Stad Toeschouwers: 70.852 Scheidsrechter: Yadel Martínez (CUB) |

|                                                             |                    |       |                             |                                                                                 |
| 3 juni Vriendschappelijk № 375 «onderlinge duels» 19:00 uur | Canada             | 1 – 1 | Azerbeidzjan                | Stadion Rohrbach, Rohrbach Toeschouwers: 150 Scheidsrechter: Sascha Amhof (SUI) |
| 3 juni Vriendschappelijk № 375 «onderlinge duels» 19:00 uur | Tesho Akindele 44' |       | 58' (pen.) Dimitrij Nazarov | Stadion Rohrbach, Rohrbach Toeschouwers: 150 Scheidsrechter: Sascha Amhof (SUI) |

|                                                             |                                             |       |                      |                                                                                               |
| 7 juni Vriendschappelijk № 376 «onderlinge duels» 16:00 uur | Canada                                      | 2 – 1 | Oezbekistan          | Thermenstadion, Bad Waltersdorf Toeschouwers: 175 Scheidsrechter: Manuel Schüttengruber (AUT) |
| 7 juni Vriendschappelijk № 376 «onderlinge duels» 16:00 uur | David Edgar 20' Akramjon Komilov 81' (e.d.) |       | 62' Eldor Shomurodov | Thermenstadion, Bad Waltersdorf Toeschouwers: 175 Scheidsrechter: Manuel Schüttengruber (AUT) |

|                                                                     |                                      |       |                     |                                                                                            |
| 2 september Kwalificatie WK 2018 № 377 «onderlinge duels» 15:00 uur | Honduras                             | 2 – 1 | Canada              | Estadio Olimpico, San Pedro Sula Toeschouwers: 40.145 Scheidsrechter: Yadel Martínez (CUB) |
| 2 september Kwalificatie WK 2018 № 377 «onderlinge duels» 15:00 uur | Mario Martínez 45' Romell Quioto 51' |       | 35' Manjrekar James | Estadio Olimpico, San Pedro Sula Toeschouwers: 40.145 Scheidsrechter: Yadel Martínez (CUB) |

|                                                                     |                                                       |       |                    |                                                                                        |
| 6 september Kwalificatie WK 2018 № 378 «onderlinge duels» 20:00 uur | Canada                                                | 3 – 1 | El Salvador        | BC Place Stadium, Vancouver Toeschouwers: 20.726 Scheidsrechter: Valdin Legister (JAM) |
| 6 september Kwalificatie WK 2018 № 378 «onderlinge duels» 20:00 uur | Cyle Larin 11' Nicolas Ledgerwood 53' David Edgar 90' |       | 78' Nelson Bonilla | BC Place Stadium, Vancouver Toeschouwers: 20.726 Scheidsrechter: Valdin Legister (JAM) |

|                                                                |                                                                               |       |            |                                                                                    |
| 6 oktober Vriendschappelijk № 379 «onderlinge duels» 20:00 uur | Canada                                                                        | 4 – 0 | Mauritanië | Stade de Marrakech, Marrakech Toeschouwers: 150 Scheidsrechter: Hicham Tiazi (MAR) |
| 6 oktober Vriendschappelijk № 379 «onderlinge duels» 20:00 uur | Tosaint Ricketts 52' Steven Vitória 55' Marcus Haber 58' Tosaint Ricketts 80' |       |            | Stade de Marrakech, Marrakech Toeschouwers: 150 Scheidsrechter: Hicham Tiazi (MAR) |

|                                                                 |                                                                                              |       |        | |
| 11 oktober Vriendschappelijk № 380 «onderlinge duels» 20:00 uur | Marokko                                                                                      | 4 – 0 | Canada | Stade de Marrakech, Marrakech Toeschouwers: 8.000 Scheidsrechter: Mohammed Abdulla Hassan Mohammed (VAE) |
| 11 oktober Vriendschappelijk № 380 «onderlinge duels» 20:00 uur | Mehdi Carcela-Gonzalez 12' Hakim Ziyech 65' (pen.) Hakim Ziyech 81' (pen.) Rachid Alioui 87' |       |        | Stade de Marrakech, Marrakech Toeschouwers: 8.000 Scheidsrechter: Mohammed Abdulla Hassan Mohammed (VAE) |

|                                                                  |                                    |       |        |                                                                                     |
| 11 november Vriendschappelijk № 381 «onderlinge duels» 19:00 uur | Zuid-Korea                         | 2 – 0 | Canada | Cheonan Baekseokstadion, Cheonan Toeschouwers: 18.920 Scheidsrechter: Ning Ma (CHN) |
| 11 november Vriendschappelijk № 381 «onderlinge duels» 19:00 uur | Kim Bo-kyung 10' Lee Jung-hyub 27' |       |        | Cheonan Baekseokstadion, Cheonan Toeschouwers: 18.920 Scheidsrechter: Ning Ma (CHN) |

### 2017
|                                                                 |                                     |       |                                                                                    |                                                                                     |
| 22 januari Vriendschappelijk № 382 «onderlinge duels» 19:00 uur | Bermuda                             | 2 – 4 | Canada                                                                             | Nationaal Stadion, Hamilton Toeschouwers: 1.814 Scheidsrechter: Ismail Elfath (USA) |
| 22 januari Vriendschappelijk № 382 «onderlinge duels» 19:00 uur | Jalen Harvey 11' Lejuan Simmons 55' |       | 22' Jonathan Osorio 24' Tosaint Ricketts 76' Jay Chapman 89' Anthony Jackson-Hamel | Nationaal Stadion, Hamilton Toeschouwers: 1.814 Scheidsrechter: Ismail Elfath (USA) |

|                                                               |                     |       |                 |                                                                               |
| 22 maart Vriendschappelijk № 383 «onderlinge duels» 20:45 uur | Schotland           | 1 – 1 | Canada          | Easter Road, Edinburgh Toeschouwers: 9.158 Scheidsrechter: Jakob Kehlet (DEN) |
| 22 maart Vriendschappelijk № 383 «onderlinge duels» 20:45 uur | Steven Naismith 35' |       | 11' Fraser Aird | Easter Road, Edinburgh Toeschouwers: 9.158 Scheidsrechter: Jakob Kehlet (DEN) |

|                                                              |                                               |       |                   |                                                                            |
| 13 juni Vriendschappelijk № 384 «onderlinge duels» 19:30 uur | Canada                                        | 1 – 1 | Curaçao           | Stade Saputo, Montreal Toeschouwers: 6.026 Scheidsrechter: Ted Unkel (USA) |
| 13 juni Vriendschappelijk № 384 «onderlinge duels» 19:30 uur | Manjrekar James 45' Anthony Jackson-Hamel 87' |       | 43' Rangelo Janga | Stade Saputo, Montreal Toeschouwers: 6.026 Scheidsrechter: Ted Unkel (USA) |

| CONCACAF Gold Cup 2017 |
| ---------------------- |

|                                                  |                                  |       |                                                                               |                                                                                |
| 7 juli CONCACAF Gold Cup Groep A № 385 19:00 uur | Frans-Guyana                     | 2 – 4 | Canada                                                                        | Red Bull Arena, Harrison Toeschouwers: 25.817 Scheidsrechter: John Pitti (PAN) |
| 7 juli CONCACAF Gold Cup Groep A № 385 19:00 uur | Roy Contout 69' Sloan Privat 71' |       | 28' Dejan Jaković 45+2' Scott Arfield 60' Alphonso Davies 85' Alphonso Davies | Red Bull Arena, Harrison Toeschouwers: 25.817 Scheidsrechter: John Pitti (PAN) |

|                                                                      |                     |       |                     |                                                                                      |
| 11 juli CONCACAF Gold Cup Groep A № 386 «onderlinge duels» 19:30 uur | Costa Rica          | 1 – 1 | Canada              | BBVA Compass Stadium, Houston Toeschouwers: 12.019 Scheidsrechter: Mark Geiger (USA) |
| 11 juli CONCACAF Gold Cup Groep A № 386 «onderlinge duels» 19:30 uur | Francisco Calvo 42' |       | 26' Alphonso Davies | BBVA Compass Stadium, Houston Toeschouwers: 12.019 Scheidsrechter: Mark Geiger (USA) |

|                                                                      |        |       |          |                                                                                |
| 14 juli CONCACAF Gold Cup Groep A № 387 «onderlinge duels» 21:00 uur | Canada | 0 – 0 | Honduras | Toyota Stadium, Frisco Toeschouwers: 10.048 Scheidsrechter: Joel Aguilar (SLV) |
| 14 juli CONCACAF Gold Cup Groep A № 387 «onderlinge duels» 21:00 uur |        |       |          | Toyota Stadium, Frisco Toeschouwers: 10.048 Scheidsrechter: Joel Aguilar (SLV) |

|                                                                          |                                       |       |                    | |
| 20 juli CONCACAF Gold Cup Kwartfinale № 388 «onderlinge duels» 19:30 uur | Jamaica                               | 2 – 1 | Canada             | University of Phoenix Stadium, Glendale Toeschouwers: 37.404 Scheidsrechter: Ricardo Montero (CRC) |
| 20 juli CONCACAF Gold Cup Kwartfinale № 388 «onderlinge duels» 19:30 uur | Shaun Francis 6' Romario Williams 50' |       | 61' Junior Hoilett | University of Phoenix Stadium, Glendale Toeschouwers: 37.404 Scheidsrechter: Ricardo Montero (CRC) |

|  |  |  |  |  |  |  |  |  |

|                                                                  |                                               |       |         |                                                                               |
| 2 september Vriendschappelijk № 389 «onderlinge duels» 19:00 uur | Canada                                        | 2 – 0 | Jamaica | BMO Field, Toronto Toeschouwers: 21.724 Scheidsrechter: Ricardo Montero (CRC) |
| 2 september Vriendschappelijk № 389 «onderlinge duels» 19:00 uur | Anthony Jackson-Hamel 16' Jonathan Osorio 30' |       |         | BMO Field, Toronto Toeschouwers: 21.724 Scheidsrechter: Ricardo Montero (CRC) |

|                                                                |                  |       |        |                                                                                          |
| 8 oktober Vriendschappelijk № 390 «onderlinge duels» 18:00 uur | El Salvador      | 1 – 0 | Canada | BBVA Compass Stadium, Houston Toeschouwers: 8.000 Scheidsrechter: Baldomero Toledo (USA) |
| 8 oktober Vriendschappelijk № 390 «onderlinge duels» 18:00 uur | Denis Pineda 75' |       |        | BBVA Compass Stadium, Houston Toeschouwers: 8.000 Scheidsrechter: Baldomero Toledo (USA) |

### 2018
|                                                               |                      |       |               |                                                                                             |
| 24 maart Vriendschappelijk № 391 «onderlinge duels» 16:00 uur | Canada               | 1 – 0 | Nieuw-Zeeland | Pinatar Arena, San Pedro del Pinatar Toeschouwers: 75 Scheidsrechter: David Fernández (ESP) |
| 24 maart Vriendschappelijk № 391 «onderlinge duels» 16:00 uur | Tosaint Ricketts 54' |       |               | Pinatar Arena, San Pedro del Pinatar Toeschouwers: 75 Scheidsrechter: David Fernández (ESP) |

|                                                             |                             |                                                                                            |        |                                                           |
| 9 september Kwalificatie № 392 «onderlinge duels» 16:00 uur | Amerikaanse Maagdeneilanden | 0 – 8                                                                                      | Canada | IMG Academy, Bradenton Scheidsrechter: Moeth Gaymes (VIN) |
| 9 september Kwalificatie № 392 «onderlinge duels» 16:00 uur |                             | Osorio 6', 9' Cavallini 45' Jonathan David 32', 37' Junior Hoilett 50' Cyle Larin 60', 80' |        | IMG Academy, Bradenton Scheidsrechter: Moeth Gaymes (VIN) |

|                                                            |                                                                                           |       |          |                                                            |
| 16 oktober Kwalificatie № 393 «onderlinge duels» 19:00 uur | Canada                                                                                    | 5 – 0 | Dominica | BMO Field, Toronto Scheidsrechter: Oscar Macías Romo (MEX) |
| 16 oktober Kwalificatie № 393 «onderlinge duels» 19:00 uur | Jonathan David 4' Junior Hoilett 14' Lucas Cavallini 18' Malcom Joseph 47' Cyle Larin 82' |       |          | BMO Field, Toronto Scheidsrechter: Oscar Macías Romo (MEX) |

|                                                             |                      |                      |        |                                                                      |
| 18 november Kwalificatie № 394 «onderlinge duels» 21:00 uur | Saint Kitts en Nevis | 0 – 1                | Canada | Warner Park Stadium, Basseterre Scheidsrechter: Kevin Morrison (JAM) |
| 18 november Kwalificatie № 394 «onderlinge duels» 21:00 uur |                      | Atiba Hutchinson 44' |        | Warner Park Stadium, Basseterre Scheidsrechter: Kevin Morrison (JAM) |

### 2019
|                                                          |                                                                 |       |                  |                                                                                      |
| 24 maart Kwalificatie № 394 «onderlinge duels» 15:00 uur | Canada                                                          | 4 – 1 | Frans-Guyana     | BC Place Stadium, Vancouver Toeschouwers: 17,124 Scheidsrechter: Diego Montaño (MEX) |
| 24 maart Kwalificatie № 394 «onderlinge duels» 15:00 uur | Junior Hoilett 11', Lucas Cavallini 39' 50', Jonathan David 41' |       | Kévin Rimane 26' | BC Place Stadium, Vancouver Toeschouwers: 17,124 Scheidsrechter: Diego Montaño (MEX) |

| CONCACAF Gold Cup 2019 |
| ---------------------- |

|                                                         |                                                              |       |            |                                                                              |
| 15 juni Gold Cup Groep A № 396 «onderlinge duels» 16:30 | Canada                                                       | 4 – 0 | Martinique | Rose Bowl, Pasadena Toeschouwers: 65.227 Scheidsrechter: Said Martínez (HON) |
| 15 juni Gold Cup Groep A № 396 «onderlinge duels» 16:30 | Jonathan David 33', 53' Junior Hoilett 63' Scott Arfield 77' |       |            | Rose Bowl, Pasadena Toeschouwers: 65.227 Scheidsrechter: Said Martínez (HON) |

|                                                             |                                               |       |                     | |
| 19 juni Gold Cup Groep A № 397 «onderlinge duels» 20:30 uur | Mexico                                        | 3 – 1 | Canada              | Sports Authority Field at Mile High, Denver Toeschouwers: 52.874 Scheidsrechter: Henry Bejarano (CRC) |
| 19 juni Gold Cup Groep A № 397 «onderlinge duels» 20:30 uur | Roberto Alvarado 40' Andrés Guardado 54', 77' |       | Lucas Cavallini 75' | Sports Authority Field at Mile High, Denver Toeschouwers: 52.874 Scheidsrechter: Henry Bejarano (CRC) |

|                                                             |                                                                                |       |      |                                                                                                  |
| 23 juni Gold Cup Groep A № 398 «onderlinge duels» 18:00 uur | Canada                                                                         | 7 – 0 | Cuba | Bank of America Stadium, Charlotte Toeschouwers: 59.823 Scheidsrechter: Armando Villarreal (USA) |
| 23 juni Gold Cup Groep A № 398 «onderlinge duels» 18:00 uur | Jonathan David 3', 71', 77' Lucas Cavallini 21', 43', 45+1' Junior Hoilett 50' |       |      | Bank of America Stadium, Charlotte Toeschouwers: 59.823 Scheidsrechter: Armando Villarreal (USA) |

|                                                                  |                                                              |       |                                        |                                                                              |
| 29 juni Gold Cup Kwart finale № 399 «onderlinge duels» 18:00 uur | Haïti                                                        | 3 – 2 | Canada                                 | NRG Stadium, Houston Toeschouwers: 70.788 Scheidsrechter: Jair Marrufo (USA) |
| 29 juni Gold Cup Kwart finale № 399 «onderlinge duels» 18:00 uur | Duckens Nazon 50' Hervé Bazile 70' Wilde-Donald Guerrier 76' |       | Jonathan David 18' Lucas Cavallini 28' | NRG Stadium, Houston Toeschouwers: 70.788 Scheidsrechter: Jair Marrufo (USA) |

|                                                            |                                                                                      |       |      |                                                                                  |
| 7 september CNL 2019/20 № 400 «onderlinge duels» 20:00 uur | Canada                                                                               | 6 – 0 | Cuba | BMO Field, Toronto Toeschouwers: 10.224 Scheidsrechter: Fernando Hernández (MEX) |
| 7 september CNL 2019/20 № 400 «onderlinge duels» 20:00 uur | Junior Hoilett 13', 50', 82' Jonathan David 21' Jonathan Osorio 52' Doneil Henry 65' |       |      | BMO Field, Toronto Toeschouwers: 10.224 Scheidsrechter: Fernando Hernández (MEX) |

|                                                             |      |                    |        |                                                                                                   |
| 10 september CNL 2019/20 № 401 «onderlinge duels» 19:15 uur | Cuba | 0 – 1              | Canada | Truman Boddensportcomplex, George Town Toeschouwers: 424 Scheidsrechter: Mario Escobar Toca (GUA) |
| 10 september CNL 2019/20 № 401 «onderlinge duels» 19:15 uur |      | Alphonso Davies 9' |        | Truman Boddensportcomplex, George Town Toeschouwers: 424 Scheidsrechter: Mario Escobar Toca (GUA) |

|                                                       |                                           |       |                  |                                                                                |
| 15 oktober CNL 2019/20 № 402 «onderlinge duels» 19:30 | Canada                                    | 2 – 0 | Verenigde Staten | BMO Field, Toronto Toeschouwers: 17.126 Scheidsrechter: Daneon Parchment (JAM) |
| 15 oktober CNL 2019/20 № 402 «onderlinge duels» 19:30 | Alphonso Davies 63' Lucas Cavallini 90+1' |       |                  | BMO Field, Toronto Toeschouwers: 17.126 Scheidsrechter: Daneon Parchment (JAM) |

|                                                            |                                                       |       |                    |                                                                                 |
| 15 november CNL 2019/20 № 404 «onderlinge duels» 19:15 uur | Verenigde Staten                                      | 4 – 1 | Canada             | Explora Stadium, Orlando Toeschouwers: 13.103 Scheidsrechter: César Ramos (MEX) |
| 15 november CNL 2019/20 № 404 «onderlinge duels» 19:15 uur | Jordan Morris 2' Gyasi Zardes 23', 89' Aaron Long 34' |       | Steven Vitória 72' | Explora Stadium, Orlando Toeschouwers: 13.103 Scheidsrechter: César Ramos (MEX) |

Canadese voetbalbond · A-internationals · Bondscoaches · Selecties · Statistieken · Canadees vrouwenelftal · Canada U21 · Canada U20 · Canada U19 · Canada U18 · Canada U17
1885 – 1949 ·
1950 – 1969 ·
1970 – 1979 ·
1980 – 1989 ·
1990 – 1999 ·
2000 – 2009 ·
2010 – 2019 ·
2020 − 2029
WK 1986
OS 1904 · 
OS 1976 · 
OS 1984
1885 · 
1886 · 
1887 · 
1888 · 
1889–1903 · 
1904 · 
1905–1923 · 
1924 · 
1925 · 
1926 · 
1927 · 
1928–1936 · 
1937 · 
1938–1956 · 
1957 · 
1958–1967 · 
1968 · 
1969–1971 · 
1972 · 
1973 · 
1974 · 
1975 · 
1976 · 
1977 · 
1978–1979 · 
1980 · 
1981 · 
1982 · 
1983 · 
1984 · 
1985 · 
1986 · 
1987 · 
1988 · 
1989 · 
1990 · 
1991 · 
1992 · 
1993 · 
1994 · 
1995 · 
1996 · 
1997 · 
1998 · 
1999 · 
2000 · 
2001 · 
2002 · 
2003 · 
2004 · 
2005 · 
2006 · 
2007 · 
2008 · 
2009 · 
2010 · 
2011 · 
2012 · 
2013 ·
2014 ·
2015 ·
2016 ·
2017 ·
2018 ·
2019 ·
2020 ·
2021 ·
2022
Amerikaanse Maagdeneilanden ·
Argentinië ·
Armenië ·
Aruba ·
Australië ·
Azerbeidzjan ·
Bahrein ·
Barbados ·
België ·
Belize ·
Bermuda ·
Brazilië ·
Bulgarije · 
Chili ·
China ·
Colombia ·
Congo-Brazzaville ·
Costa Rica ·
Cuba ·
Curaçao ·
Cyprus ·
DDR ·
Denemarken ·
Dominica ·
Duitsland ·
Ecuador ·
Egypte ·
El Salvador ·
Engeland ·
Estland ·
Faeröer · 
Finland ·
Frankrijk ·
Ghana ·
Griekenland ·
Guatemala ·
Haïti ·
Honduras ·
Hongarije ·
Hongkong ·
Ierland ·
IJsland ·
Indonesië ·
Iran ·
Italië ·
Jamaica ·
Japan ·
Joegoslavië ·
Kaaimaneilanden ·
Kameroen ·
Kroatië ·
Libië ·
Luxemburg ·
Maleisië ·
Malta ·
Marokko ·
Mauritanië ·
Mexico ·
Moldavië ·
Nederland ·
Nieuw-Zeeland ·
Nigeria ·
Noord-Ierland ·
Noord-Korea ·
Noord-Macedonië ·
Oekraïne ·
Oezbekistan ·
Oostenrijk ·
Panama ·
Paraguay ·
Peru ·
Polen ·
Portugal ·
Puerto Rico ·
Qatar ·
Saint Kitts en Nevis ·
Saint Lucia ·
Saint Vincent en de Grenadines ·
San Marino ·
Saoedi-Arabië ·
Schotland ·
Singapore ·
Slovenië ·
Sovjet-Unie ·
Spanje ·
Suriname ·
Trinidad en Tobago ·
Tsjechië ·
Tunesië ·
Turkije ·
Uruguay ·
Venezuela ·
Verenigde Staten ·
Wales ·
Wit-Rusland ·
Zuid-Afrika ·
Zuid-Korea ·
Zwitserland
België (2022)
AFC-zone: Afghanistan · Australië · Bahrein · Bangladesh · Bhutan · Brunei · Cambodja · China · Chinees Taipei · Filipijnen · Guam · Hongkong · India · Indonesië · Iran · Irak · Japan · Jemen · Jordanië · Koeweit · Kirgizië · Laos · Libanon · Macau · Maleisië · Maldiven · Mongolië · Myanmar · Nepal · Noord-Korea · Oezbekistan · Oman · Oost-Timor · Pakistan · Palestina · Qatar · Saoedi-Arabië · Singapore · Sri Lanka · Syrië · Tadjikistan · Thailand · Turkmenistan · Verenigde Arabische Emiraten · Vietnam · Zuid-Korea

CAF-zone: Algerije · Angola · Benin · Botswana · Burkina Faso · Burundi · Centraal-Afrikaanse Republiek · Comoren · Congo-Brazzaville · Congo-Kinshasa · Djibouti · Egypte · Equatoriaal-Guinea · Eritrea · Ethiopië · Gabon · Gambia · Ghana · Guinee · Guinee-Bissau · Ivoorkust · Kaapverdië · Kameroen · Kenia · Lesotho · Liberia · Libië · Madagaskar · Malawi · Mali · Mauritanië · Mauritius · Marokko · Mozambique · Namibië · Niger · Nigeria · Oeganda · Rwanda · Sao Tomé en Principe · Senegal · Seychellen · Sierra Leone · Soedan · Somalië · Swaziland · Tanzania · Togo · Tsjaad · Tunesië · Zambia · Zimbabwe · Zuid-Afrika · Zuid-Soedan 

CONCACAF-zone: Amerikaanse Maagdeneilanden · Anguilla · Antigua en Barbuda · Aruba · Bahama's · Barbados · Belize · Bermuda · Britse Maagdeneilanden · Canada · Kaaimaneilanden · Costa Rica · Cuba · Curaçao · Dominica · Dominicaanse Republiek · El Salvador · Frans Guyana · Grenada · Guadeloupe · Guatemala · Guyana · Haïti · Honduras · Jamaica · Martinique · Mexico · Montserrat · 
Nicaragua · Panama · Puerto Rico · Saint Kitts en Nevis · Saint Lucia · Saint Vincent en de Grenadines · Sint Maarten · Suriname · Trinidad en Tobago · Turks- en Caicoseilanden · Verenigde Staten

CONMEBOL-zone: Argentinië · Bolivia · Brazilië · Chili · Colombia · Ecuador · Paraguay · Peru · Uruguay · Venezuela

OFC-zone: Amerikaans-Samoa · Cookeilanden · Fiji · Nieuw-Caledonië · Nieuw-Zeeland · Papoea-Nieuw-Guinea · Samoa · Salomoneilanden · Tahiti · Tonga · Vanuatu

UEFA-zone: Albanië · Andorra · Armenië · Azerbeidzjan · België · Bosnië en Herzegovina · Bulgarije · Cyprus · Denemarken · Duitsland · Engeland · Estland · Faeröer · Finland · Frankrijk · Georgië · Gibraltar · Griekenland · Hongarije · IJsland · Ierland · Israël · Italië · Kazachstan · Kosovo · Kroatië · Letland · Liechtenstein · Litouwen · Luxemburg · Macedonië · Malta · Moldavië · Montenegro · Nederland · Noord-Ierland · Noorwegen · Oekraïne · Oostenrijk · Polen · Portugal · Roemenië · Rusland · San Marino · Schotland · Servië · Slovenië · Slowakije · Spanje · Tsjechië · Turkije · Wales · Wit-Rusland · Zweden · Zwitserland